# Wolfgang Nordwig
Wolfgang Nordwig (Chemnitz, 27 agosto 1943) è un ex astista tedesco, medaglia d'oro alle Olimpiadi di Monaco di Baviera del 1972 e medaglia di bronzo alle Olimpiadi di Città del Messico del 1968.

## Biografia
Esordì nelle competizioni ufficiali nella propria specialità del salto con l'asta in occasione dei campionati nazionali della Germania Est nel 1965, aggiudicandosi il titolo, che conservò ininterrottamente fino al 1972.
Alle Olimpiadi di Città del Messico 1968, conquistò la medaglia di bronzo con la misura di 5,40 m, dietro allo statunitense Bob Seagren e al tedesco occidentale Claus Schiprowski.
La sua progressione continuò nel 1970, quando stabilì il record mondiale del salto con l'asta con la misura di 5,45 m, e culminò con la conquista della medaglia d'oro alle Olimpiadi di Monaco di Baviera 1972 saltando 5,50 m davanti agli statunitensi Seagren e Jan Johnson, e adottando una particolare tecnica di svincolamento detta a serramanico.
Dopo questa vittoria Nordwig si ritirò dalla carriera agonistica.

## Altre competizioni internazionali
1970
- Coppa Europa di atletica leggera ( Stoccolma)